# Morro do Major
Morro do Major também conhecido como Morro do Cruzeiro está localizado no município de Santana de Parnaíba, nas proximidades do centro da cidade.
É um local tombado pela Lei municipal 1.840 de 10 de março de 1994 e faz parte das áreas de valor ecológico e ambiental do município.
23° 26' 35.5" S 46° 54' 51" O